# بيدرو فيردي
بيدرو فيردي (بالإسبانية: Pedro Verde)‏ هو لاعب كرة قدم أرجنتيني في مركز الهجوم، ولد في 12 مارس 1949 في مدينة جينرال بيكو في الأرجنتين. لعب مع إستوديانتيس دي لا بلاتا.

## وصلات خارجية
- بيدرو فيردي على موقع قاعدة بيانات كرة القدم.إي يو (الإنجليزية)
- بيدرو فيردي على موقع ناشيونال فوتبول تيمز (الإنجليزية)
- بيدرو فيردي على موقع عالم كرة القدم.نت (الإنجليزية)